# Laurent Agouazi
Laurent Karim Agouazi (Langres, 16 maart 1984) is een Franse voetballer (middenvelder) die sinds 2009 voor de Franse tweedeklasser US Boulogne uitkomt. Eerder speelde hij voor FC Metz en Besançon RC.
Agouazi heeft een Algerijnse vader.